# Base jumping
Il base jumping (graficamente anche B.A.S.E. Jumping) è uno sport estremo che consiste nel lanciarsi nel vuoto da varie superfici, rilievi naturali, edifici o ponti, e atterrare mediante un paracadute. Le superfici dalle quali, di solito, si eseguono i lanci sono espressi (in inglese) dal nome stesso, coniato da Carl Boenish nel 1978, in occasione di un lancio da "El Capitan" (una formazione rocciosa della California) che egli stesso stava filmando; la sigla B.A.S.E. sta per:
- Buildings (edifici)
- Antennas (torri abbandonate o simili)
- Span (ponti)
- Earth (scogliere o altri tipi di formazioni naturali).

A causa dell'elevata pericolosità di questo sport, molti paesi hanno dichiarato illegale questa attività; le morti causate dal base jumping tra il 1981 e la fine del 2019 sono stimate in 382, ma molti base jumper ritengono che siano anche di più.
Tuttavia, da quando hanno iniziato a diffondersi le tute alari, la disciplina ha aumentato sensibilmente il livello di sicurezza, aumentando la distanza dai possibili ostacoli.

## Storia

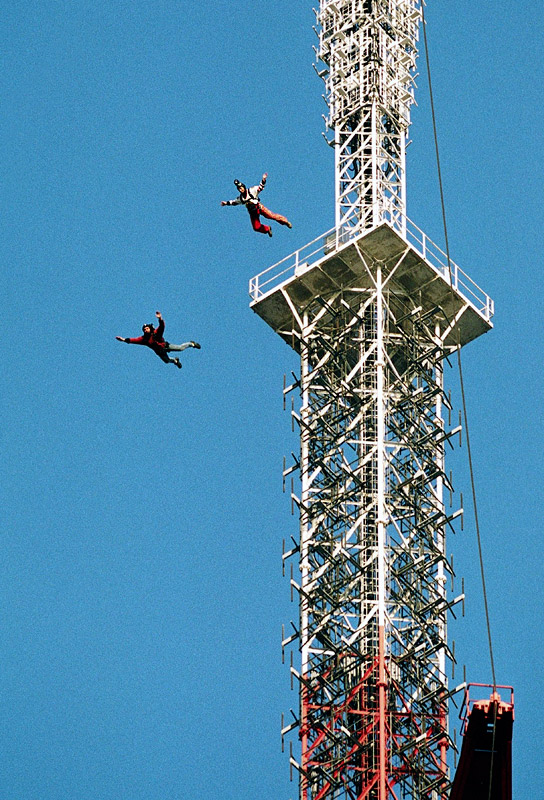
Antennas, base jumping da un'antenna

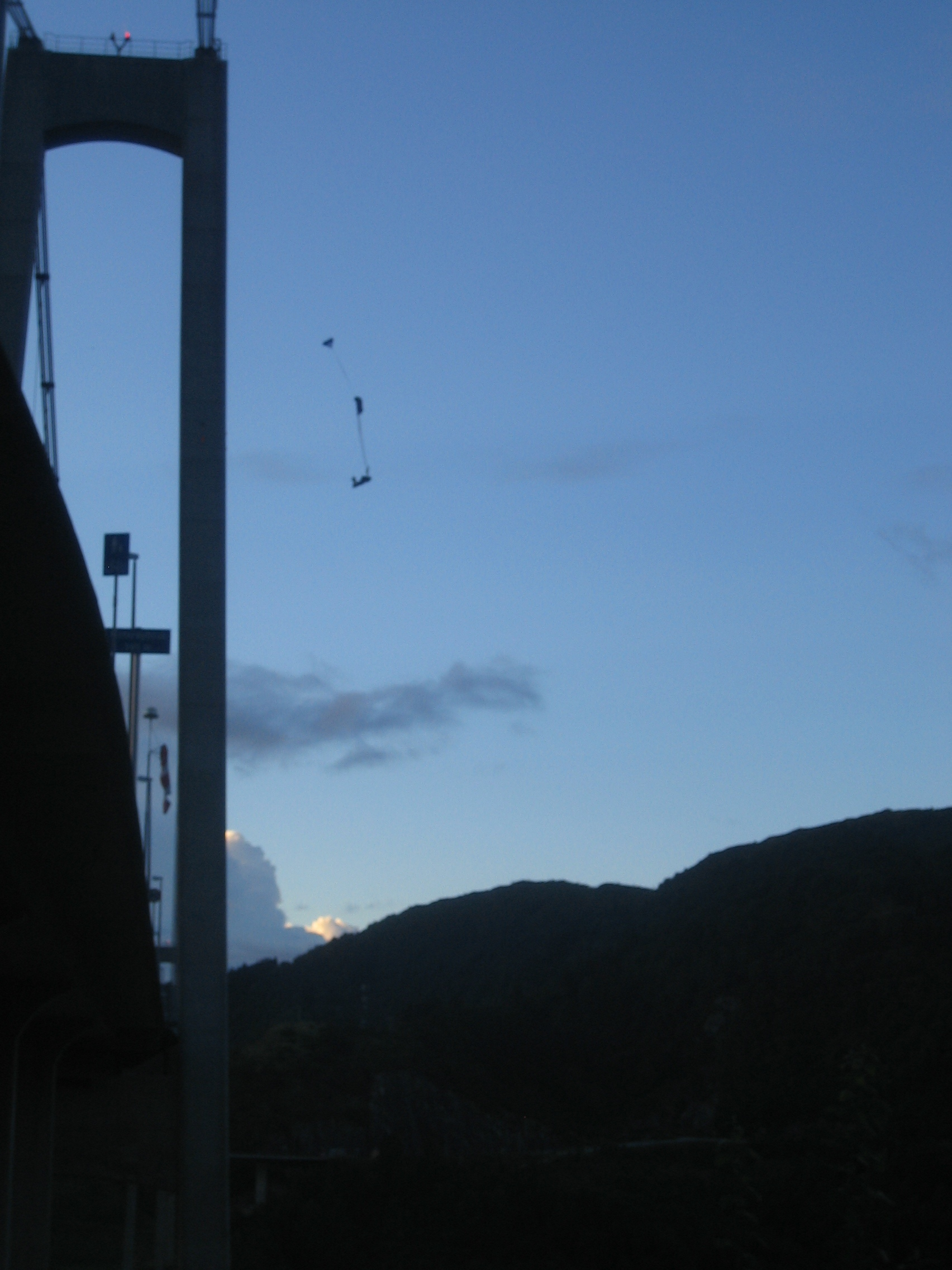
Span, BASE Jumping da un ponte

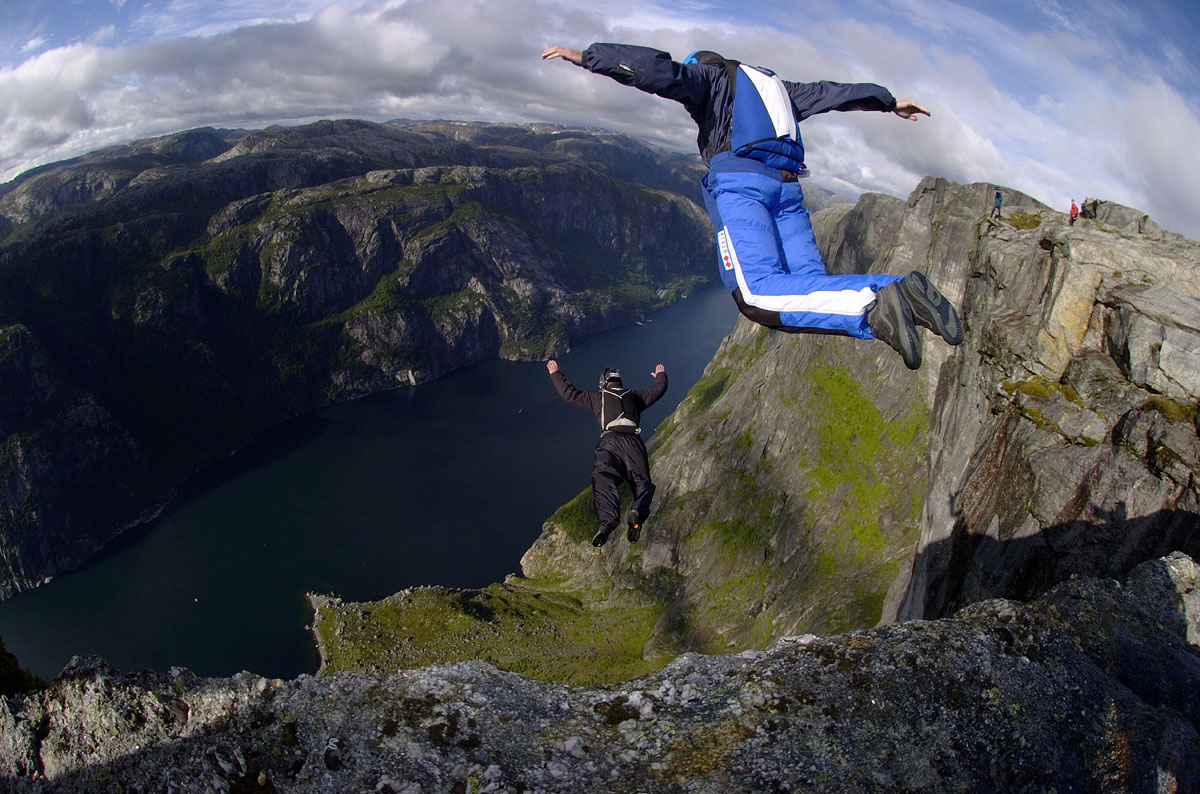
Earth, BASE Jumping da un picco roccioso

Il base jumping trae le sue origini già dall'inizio del Novecento, più precisamente nel 1912, data in cui fu effettuato uno dei più importanti e simbolici lanci di questo sport da parte di Frederick Law, dalla statua della Libertà. Nel 1939 in Svizzera Plinio Romaneschi si gettò da una funicolare, nel 1965 Erich Felbermayr di Wels ha saltato dalla Cima Piccola di Lavaredo nelle Dolomiti.
Nel 1978 il base jumping fu elevato a livello di sport ricreativo grazie a Boenish e i suoi video, l'attività è notevolmente incrementata e si sono formate diverse comunità di jumper in molti paesi del mondo. Lo stesso acronimo "BASE" è stato coniato da Carl Boenish, sua moglie Jean, Phil Smith e Phil Mayefield.
In Italia è particolarmente noto il salto dal Becco dell'aquila sul Monte Brento, nel comune di Dro. Umberto Giovannini è stato il primo italiano a saltare dal Monte Brento.  Un altro italiano che ha richiamato l'attenzione dei media è stato John Carta, naturalizzato americano, che radunava per le sue esibizioni un discreto numero di spettatori.
Numeri BASE vengono assegnati a coloro che hanno effettuato almeno un salto da ciascuna delle quattro categorie (edifici, antenne, ponti e terra). Quando Phil Smith e Phil Mayfield saltarono insieme da un grattacielo di Houston il 18 gennaio 1981, furono i primi a raggiungere i numeri esclusivi BASE (BASE #1 e #2, rispettivamente), avendo già saltato da ciascuno delle quattro tipologie. Jean e Carl Boenish acquisirono i numeri BASE #3 e #4 subito dopo. Ad ottobre 2011 oltre 1.500 numeri BASE sono stati distribuiti ai jumper che ne hanno fatto richiesta.
Durante i primi anni ottanta quasi tutti i salti di BASE sono stati realizzati con l'equipaggiamento standard del paracadutismo, più tardi sono state sviluppate attrezzature e tecniche specializzate progettate esclusivamente per le esigenze del base jumping.

## Confronto con il paracadutismo
Il base jumping è nato dal paracadutismo ma è generalmente realizzato a quote molto più basse rispetto a questi ed avviene, inoltre, vicino all'oggetto che funge da piattaforma di salto. Dal momento che i salti BASE comportano generalmente minori velocità relative (a causa della limitata altezza) un base jumper raramente raggiunge la velocità terminale.
I paracadutisti possono utilizzare il flusso d'aria per stabilizzare la loro posizione, consentendo al paracadute di aprirsi in modo regolare. I base jumper, nei primi secondi di caduta libera, hanno una resistenza quasi nulla da parte dell'aria, per questo motivo devono portare particolare attenzione nella posizione del corpo al momento dello stacco, in quanto questa determinerà la stabilità di caduta prima che la velocità sia sufficiente a permettere la stabilità aerodinamica. Nei salti BASE bassi l'apertura del paracadute avviene durante questa prima fase di volo, per cui se lo stacco non avviene correttamente, il jumper potrebbe ritrovarsi,  senza avere il tempo di correggerla, in una posizione scomposta al momento dell'apertura con il rischio di incorrere in malfunzionamenti quali aggrovigliamenti o aperture fuori asse. Se nel paracadutismo queste ultime non sono considerate una problematica, nel BASE si potrebbero tradurre in un impatto con l'oggetto saltato e relative conseguenze che potrebbero portare ad infortuni.
Per un salto di BASE i jumper usano materiali appositamente progettati, a differenza con il paracadutismo hanno un solo paracadute, poiché non ci sarebbe il tempo per utilizzarne uno di emergenza. Un altro rischio è che le sedi di base jumping hanno normalmente aree molto piccole in cui atterrare. Un paracadutista, dopo l'apertura del paracadute, può avere tre o più minuti prima di atterrare, un jumper che salta da 150 metri avrà un tempo di paracadute aperto di soli 10 o 15 secondi.